# Neoliodes globosus
Neoliodes globosus är en kvalsterart som först beskrevs av Subías och Gil-Martín 1990.  Neoliodes globosus ingår i släktet Neoliodes och familjen Neoliodidae. Inga underarter finns listade i Catalogue of Life.